# Carleton (Nebraska)
Carleton és una població dels Estats Units a l'estat de Nebraska. Segons el cens del 2000 tenia 136 habitants.

## Demografia
Segons el cens del 2000, Carleton tenia 136 habitants, 54 habitatges, i 38 famílies. La densitat de població era de 107,2 habitants per km².
Dels 54 habitatges en un 29,6% hi vivien nens de menys de 18 anys, en un 64,8% hi vivien parelles casades, en un 1,9% dones solteres, i en un 29,6% no eren unitats familiars. En el 25,9% dels habitatges hi vivien persones soles l'11,1% de les quals corresponia a persones de 65 anys o més que vivien soles. El nombre mitjà de persones vivint en cada habitatge era de 2,52 i el nombre mitjà de persones que vivien en cada família era de 3,08.
Per edats la població es repartia de la següent manera: un 27,9% tenia menys de 18 anys, un 2,2% entre 18 i 24, un 24,3% entre 25 i 44, un 28,7% de 45 a 60 i un 16,9% 65 anys o més.
L'edat mediana era de 40 anys. Per cada 100 dones de 18 o més anys hi havia 104,2 homes.
La renda mediana per habitatge era de 38.125 $ i la renda mediana per família de 39.375 $. Els homes tenien una renda mediana de 30.833 $ mentre que les dones 16.875 $. La renda per capita de la població era de 15.897 $. Cap de les famílies i l'1,5% de la població estaven per davall del llindar de pobresa.

## Poblacions més properes
El següent diagrama mostra les poblacions més properes.